# Ampulex trigonopsis
Ampulex trigonopsis är en  stekelart som beskrevs av Frederick Smith 1873.
Ampulex trigonopsis ingår i släktet Ampulex och familjen Ampulicidae. Inga underarter finns listade i Catalogue of Life.